# Juan Perea Capulino
Juan Perea Capulino  (1890-1967) est un général républicain espagnol.

## Biographie
Il nait à Santa Cruz de Tenerife. Il rejoint l'armée à 16 ans comme soldat. À l'âge de 27 ans il devient lieutenant. Il combat durant la guerre du Rif, où il passe 15 ans. Gravement blessé, il demande le transfert vers le continent. Il a participé au complot de Sanjuanada en 1926 pour renverser le dictateur Miguel Primo de Rivera, il est condamné à une peine de six ans de prison dans le château de Montjuich. Il prend sa retraite de l'armée avec le grade de capitaine en 1932.
Avec le soulèvement militaire de juillet 1936, il retourne au service pour défendre la République. Sa première action a lieu dans la sierra de Madrid. En septembre, il se bat à Lozoya où les pertes pour les deux parties sont sanglantes. Il est promu commandant le 6 août 1936.
Le 6 décembre 1936 il soutient les troupes de José María Galán dans le secteur de Pozuelo. Il ne participe pas à la 2e bataille de la route de La Corogne (13-19 décembre) parce que la XI brigade internationale soutenait toutes les attaques à Boadilla del Monte. Le 31 décembre, il est nommé chef de la 5e division, qui défend la route de La Corogne, au nord de Madrid. La 5e Division participe à la troisième bataille de la route de La Corogne (2-16 janvier 1937), contenant l'avancée les troupes vers Madrid, avec de lourdes pertes. En avril 1936 il commande le IV Corps jusqu'en octobre 1937.
Le 23 octobre 1937 il participe à la bataille de Teruel. Il est promu au grade de lieutenant-colonel pour sa brillante performance devant le XXI Corps au milieu du désastre républicain en Aragon.
Le 30 mars 1938 il quitte la direction du XXI Corps pour remplacer Sebastián Pozas Perea en face de l'armée de l'Est, qui est complètement désorganisée. Il ne pouvait pas éviter de perdre Lérida au début avril, mais il met un terme à l'offensive vers la rivière Noguera Pallaresa. Au moment de l'offensive de Catalogne de l'armée son corps perd ses positions. Le 15 janvier 1939, il est promu au grade de colonel.
À la fin de la guerre civile il s'exile au Mexique en 1942, il participe à des organisations de conspiration contre Franco, en gardant vivant l'esprit de la République. Il est promu général. En 1967, il est en Algérie quand il meurt d'une crise cardiaque.